# Henryk Bernhardt

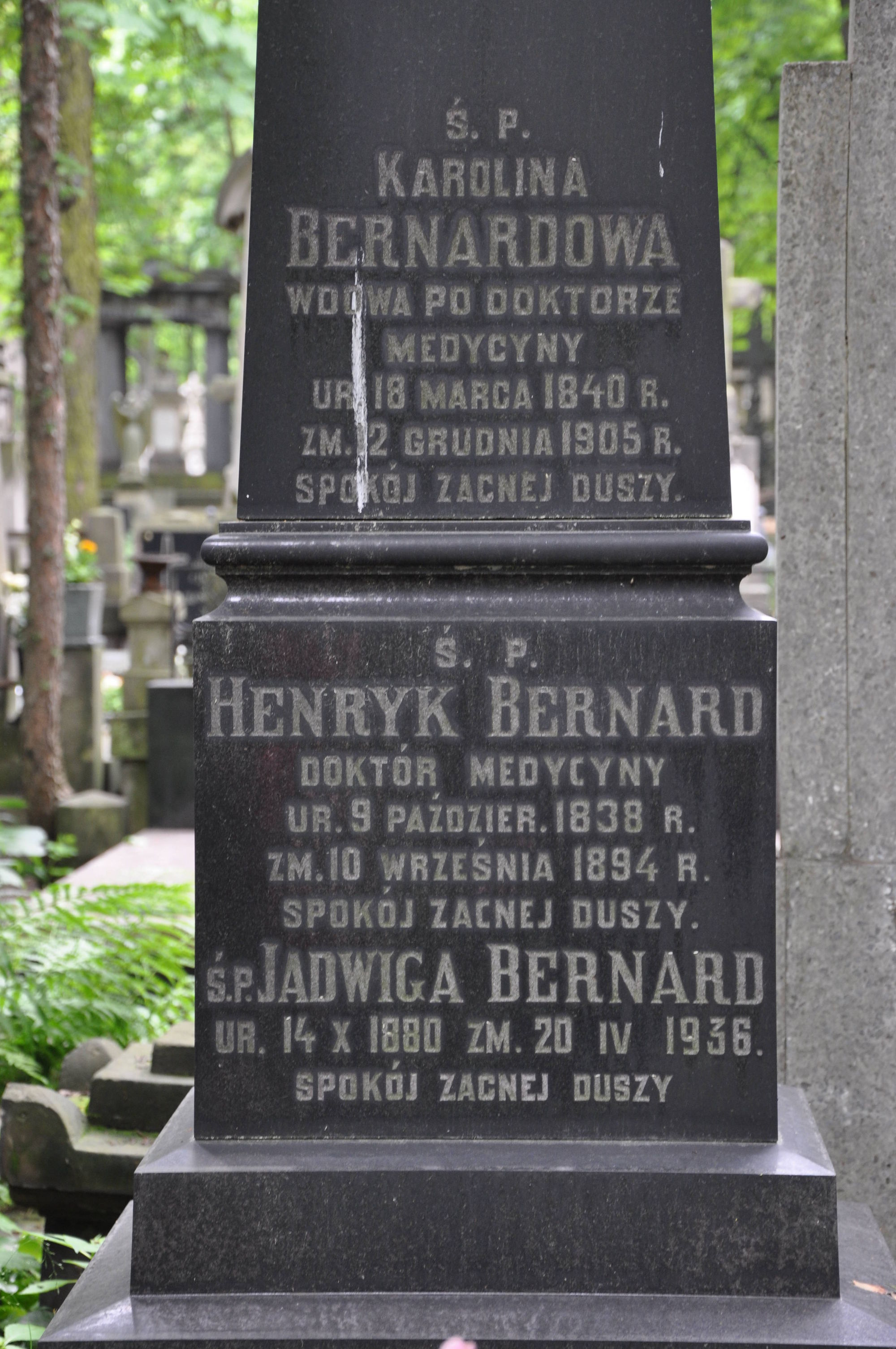
Grób Henryka Bernarda na warszawskich Starych Powązkach

Henryk Bernhardt (Bernard) (ur. 9 października 1838 w Warszawie, zm. 10 września 1894 tamże) – polski lekarz żydowskiego pochodzenia.
Urodził się 9 października 1838 w Warszawie, jako syn Adolfa Bernhardta i Brygidy z domu Mayzel. Uczył się w gimnazjum w Warszawie, następnie w Berlinie. Tam studiował medycynę, tytuł doktora medycyny i chirurgii otrzymał w 1862 roku. Od 1867 mógł praktykować w Królestwie Polskim. 28 stycznia 1868 otworzył Zakład Leczniczy dla Kobiet d-rów Rogowicza i Bernharda przy Alei Ujazdowskich 14. 27 stycznia 1872 otrzymał nominację nadetatowego akuszera miasta Warszawy. Pochowany na cmentarzu Powązkowskim (kwatera 32 wprost, rząd 1, grób 4/5).
Żonaty z Karoliną Orgelbrand, córką Samuela Orgelbranda.